# Juan Carlos Álvarez Cárdenas
Juan Carlos Álvarez (Medellín, Antioquia; 14 de diciembre de 1966) es un entrenador de fútbol colombiano.
El 29 de diciembre de 2015 asumió el cargo como técnico en propiedad de Leones, dirigiendo en las temporadas 2016 y 2017 de la Categoría Primera B.
Bajo su mando, Leones consiguió su ascenso a la Primera A luego de superar en la final del Torneo Finalización al Club Llaneros.

## Trayectoria como futbolista
Luego de tener buenos partidos con la Selección de fútbol de Antioquia, su hermano, quien estudiaba con Juan José Peláez, se lo recomienda. Tras realizar unas pruebas, ingresa a las divisiones menores del Atlético Nacional en 1983, donde se mantuvo hasta 1986. En 1987, toma nuevos rumbos y continúa su proceso formativo en el Independiente Medellín, donde fue visto por el entrenador del equipo profesional, Julio Comesaña. Sin embargo, culminó el año sin jugar ningún partido. Ese año, el equipo "Poderoso" firma un convenio con el Cúcuta Deportivo y Juan Carlos se va cedido al "Doblemente glorioso", donde logra su debut deportivo en 1988.
Debuta con el Cúcuta Deportivo. Luego de que culminara su contrato, se retira parcialmente del fútbol durante 2 años, en los que trabajó en el Banco Cafetero. Luego, recibió el llamado del entrenador Carlos Navarrete para que volviera a jugar y él acepta, fichando con el Deportivo Rionegro, donde estuvo durante 3 temporadas. En 1994, pasa al recién fundado Deportivo Antioquia a pedido del DT Jairo Ríos. En 1997, ficha con el Deportes Quindío, donde realizan una muy buena temporada y es contactado por el Atlético Bucaramanga para afrontar la Copa Libertadores 1998. Al siguiente año, en 1999, decide colgar los botines en el mismo club que le dio la oportunidad de debutar: el Cúcuta Deportivo.

## Trayectoria como entrenador
En el año 2000, con 34 años, ingresa a la Universidad Cooperativa de Colombia, donde cursa una carrera técnica en fútbol.
Ya graduado en 2003, comienza a trabajar en el equipo Florida Soccer, donde toma las riendas del equipo sub-15, dirigiendo a jugadores que llegaron al profesionalismo como Jairo Palomino y Giovanni Moreno. Para el año 2004, el club logra una alianza con el Deportivo Antioquia (siendo conocido como Deportivo Antioquía-Florida Soccer). Llega como asistente técnico de Carlos Emilio Rendón "Pachamé", con quien realizaron una gran campaña disputando el ascenso con el Real Cartagena. Ante la salida de Pachamé, queda como DT en propiedad, pero decide no continuar, agradeciendo a Pachamé por volverlo a llevar a un club profesional.
En 2006, Óscar Aristizábal se lo lleva como asistente del Deportivo Rionegro, donde estuvo hasta 2008, y luego pasan al Envigado FC en 2009. Ante la salida de Aristizábal, queda como asistente de Rubén Bedoya y luego de Pedro Sarmiento por 3 temporadas. Tras cinco años en la "Cantera de héroes", se toma unos meses de descanso y, para 2014, Pedro Sarmiento lo vuelve a llamar para que fuera su asistente en el DIM.
En diciembre de 2015, regresa a Colombia para pasar vacaciones luego de estar un año en España y el 28 de diciembre recibe el llamado del presidente del Leones donde le afirma: "Tenemos 20 hojas de vida y la suya es la que más nos gusta",  al día siguiente firma su contrato con el club de cara a la Temporada 2016.
El 27 de octubre de 2024, llega a dirigir al Boyacá Chicó.  El 23 de febrero de 2025 se marcho de la institución. 

## Clubes

### Como jugador
| Club                   | País       | Año         |
| Inferiores             | Inferiores | Inferiores  |
| ---------------------- | ---------- | ----------- |
| Atlético Nacional      | Colombia   | 1983 - 1986 |
| Independiente Medellín | Colombia   | 1986 - 1987 |
| Millonarios            | Colombia   | 1988        |
| Profesional            |            |             |
| Cúcuta Deportivo       | Colombia   | 1988 - 1989 |
| Deportivo Rionegro     | Colombia   | 1991 - 1993 |
| Deportivo Antioquia    | Colombia   | 1994 - 1996 |
| Deportes Quindio       | Colombia   | 1997        |
| Atlético Bucaramanga   | Colombia   | 1998        |
| Cúcuta Deportivo       | Colombia   | 1999        |

### Como asistente
| Club                                          | Año         | Asistente De            |
| --------------------------------------------- | ----------- | ----------------------- |
| Deportivo Antioquía-Florida Soccer · Colombia | 2004 - 2005 | Carlos "Pachamé" Rendón |
| Deportivo Rionegro · Colombia                 | 2006 - 2008 | Óscar Aristizábal       |
| Envigado FC · Colombia                        | 2009-2013   | Óscar Aristizábal       |
| Envigado FC · Colombia                        | 2009-2013   | Rubén Bedoya            |
| Envigado FC · Colombia                        | 2009-2013   | Pedro Sarmiento         |
| Independiente Medellín · Colombia             | 2013-2014   | Pedro Sarmiento         |
| Unión Magdalena · Colombia                    | 2019        | Pedro Sarmiento         |

### Como entrenador
Actualizado al último partido dirigido el 21 de febrero 2025.
| Equipo                  | Torneo            | Partidos | Partidos | Partidos | Partidos | Goles | Goles | Goles |
| Equipo                  | Torneo            | PD       | PG       | PE       | PP       | GF    | GC    | DG    |
| ----------------------- | ----------------- | -------- | -------- | -------- | -------- | ----- | ----- | ----- |
| Leones · Colombia       |                   |          |          |          |          |       |       |       |
| Primera B 2016          | 38                | 16       | 10       | 12       | 55       | 41    | (14)  |       |
| Copa Colombia 2016      | 6                 | 2        | 3        | 1        | 8        | 5     | (3)   |       |
| Primera B 2017          | 42                | 21       | 9        | 12       | 55       | 39    | (16)  |       |
| Copa Colombia 2017      | 6                 | 0        | 3        | 3        | 8        | 5     | (-3)  |       |
| Primera A 2018          | 25                | 2        | 8        | 15       | 15       | 31    | (-16) |       |
| Copa Colombia 2018      | 3                 | 1        | 0        | 2        | 3        | 5     | (-2)  |       |
| Total club              | 120               | 42       | 33       | 45       | 144      | 126   | (-18) |       |
| Boyacá Chicó · Colombia |                   |          |          |          |          |       |       |       |
| Primera A 2024          | 5                 | 2        | 1        | 2        | 4        | 9     | -5    |       |
| Primera A 2025          | 6                 | 2        | 1        | 3        | 4        | 10    | -6    |       |
| Total club              | 11                | 4        | 2        | 5        | 8        | 19    | -11   |       |
| Consolidado Total       | Consolidado Total | 120      | 42       | 33       | 45       | 144   | 126   | (-18) |